# Cetema sulcifrons
Cetema sulcifrons är en tvåvingeart som beskrevs av Oswald Duda 1933. Cetema sulcifrons ingår i släktet Cetema och familjen fritflugor. Inga underarter finns listade i Catalogue of Life.